# Stanisław Rosołowski
Stanisław Rosołowski (ur. 5 lutego 1797 w Różanie k. Słonimia, zm. 31 sierpnia 1855 w Wilnie) – polski lekarz, tłumacz i poeta.

## Życiorys
Urodził się w niezamożnej rodzinie w miasteczku Rożana w koło Słonimia. Wcześnie stracił ojca, a matka wyszła powtórnie za mąż. Ojczym chciał dla niego kariery muzyka, ale Stanisław po skończeniu szkół poszedł na wydział lekarski Uniwersytetu Wileńskiego. W 1817 zaprezentował rozprawę: "De polipi cordi vivente in hominis generatione" (Wilno, 1818), za którą otrzymał stopień doktora medycyny.
W czasie studiów był uczniem Józefa Franka, który wyróżniał go spośród innych uczniów i w swoich pamiętnikach określił swoim przyjacielem.
Stanisław Rosołowski oprócz prowadzenia praktyki lekarskiej, gdzie dał się poznać jako świetny diagnosta, zajmował się tłumaczeniami.
W 1815 zaprezentował publicznie przekład fragmentu księgi IX Eneidy Wergiliusza. Cztery lata później inny fragment Eneidy, pieśń VIII, został zamieszczony w Dzienniku Wileńskim.
Wśród autorów, których utwory tłumaczył, byli: Racine, Le Brun, Byron, Moor, Lamartine. Publikacje zamieszczał w Tygodniku Wileńskim, Dzienniku Wileńskim oraz Birucie i Zniczu wydawanym przez Józefa Krzeczkowskiego i Radegast przez Adama Kirkora.
Stanisław Rosołowski miał córkę Zofię, która w roku 1838 była nauczycielką pensji żeńskiej w Grodnie i syna Edwarda, który studiował w Akademii Medycznej w Wilnie i zmarł w młodym wieku. On sam mieszkał w Wilnie, gdzie zmarł dnia 31 sierpnia 1855 i pochowany został na cmentarzu Bernardyńskim.